# Lippmann, Rosenthal & Co. Sarphatistraat
Unter der Tarnbezeichnung Lippmann, Rosenthal & Co. Sarphatistraat (Kurzform Liro, ab 1942 auch ohne Zusatz Sarphatistraat) verbarg sich statt der Filiale eines gleichnamigen angesehenen Bankhauses eine ausführende Behörde unter Aufsicht des Reichskommissars für die besetzten Niederlande. Diese „Scheinbank“ diente als Depot von entzogenem jüdischen Eigentum und sorgte für seine Verwertung; sie wird daher auch als „Raubbank“ bezeichnet.

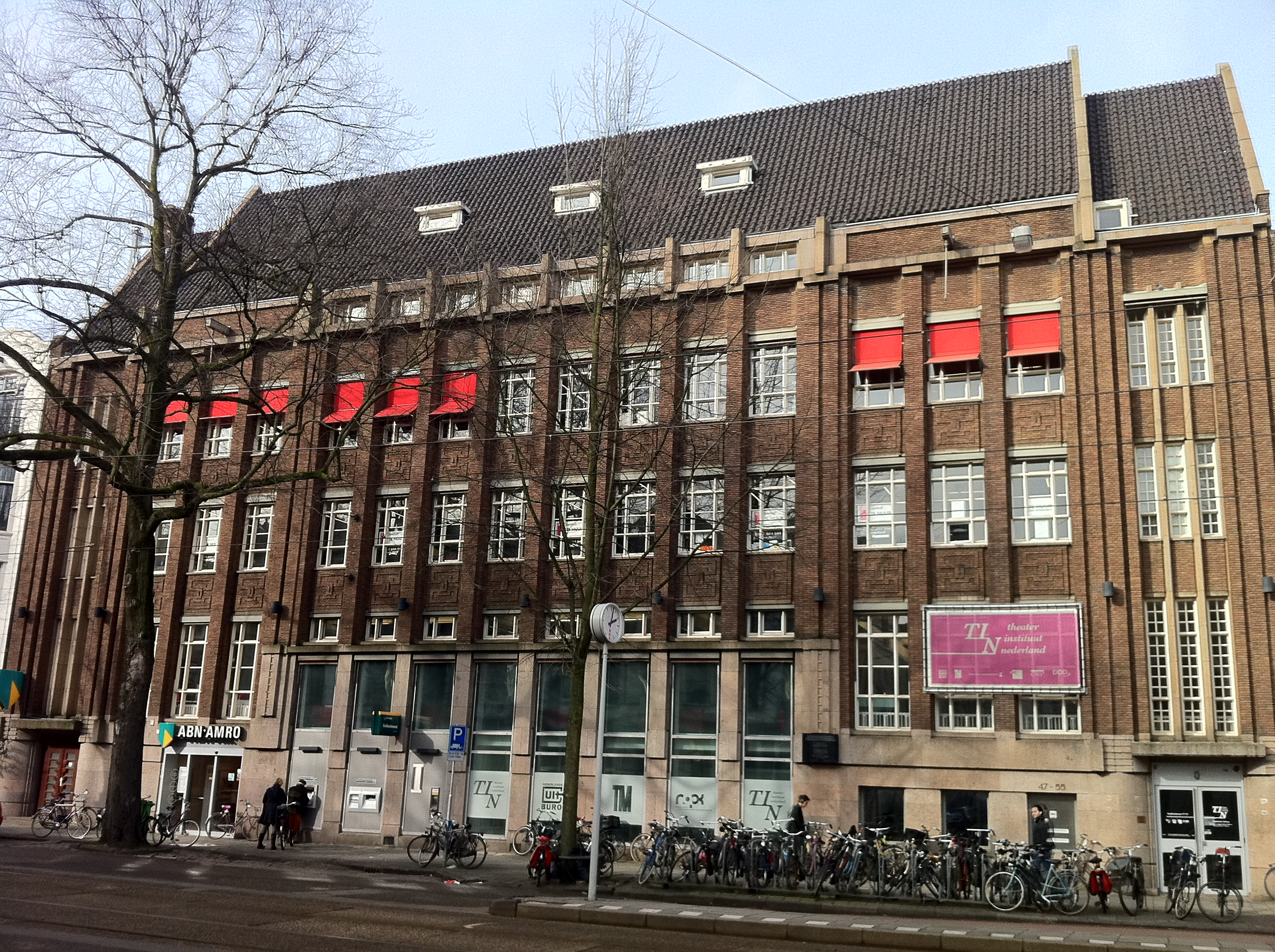
Das Bankgebäude in der Sarphatistraat (2012)

## Hintergrund
Die Enteignung der Juden in Westeuropa folgte schrittweise einem bestimmten Schema: Am Anfang stand die Definition von Jude und jüdischem Unternehmen, dann wurden jüdische Firmen unter kommissarische Verwaltung gestellt, über ihre Arisierung oder Liquidation entschieden und sämtliche – auch private – Vermögenswerte der Verfügungsgewalt ihrer Eigentümer entzogen. Bargeld, Guthaben, Wertpapiere und Wertgegenstände wurden dann in einer Institution konzentriert und von dort aus verwertet. Schließlich wurde der Geldwert auf einem Sammelkonto gebündelt und konfisziert.
In den Niederlanden war die „Erfolgsquote“ der Beraubung – im Vergleich mit Frankreich und Belgien – besonders hoch: 19.000 von 21.000 jüdischen Unternehmen wurden liquidiert und 80 Prozent der eingezogenen Wertpapiere an der Börse verwertet. Die „Scheinbank“ Lippmann, Rosenthal & Co war in den Niederlanden das „wichtigste Instrument der Enteignung“.

## Gründung und Personal
Das Bankhaus Lippmann, Rosenthal & Co war seit 1859 in Amsterdam ansässig und hatte sich in den 1880er Jahren durch aufgelegte Staatsanleihen für Mexiko, Russland und Portugal zu einer international bekannten Privatbank von bestem Ruf entwickelt. Bereits im Mai 1940 wurde diese Bank deutscher Verwaltung unterstellt, doch konnten zwei jüdische Gesellschafter bis Kriegsende dort unbehelligt weiterarbeiten. Beide erschienen vermutlich dem Devisenschutzkommando unentbehrlich, um laufende Devisentransaktionen mit Portugal im Wert von 80 Millionen Escudos abwickeln zu können.
Am 8. August 1940 ordnete Arthur Seyß-Inquart an, dass jüdische Unternehmen und vermögende Juden alle Effekten, Guthaben und Depots sowie Barbeträge über eintausend Gulden auf das Bankhaus Lippmann, Rosenthal und Co zu übertragen hatten. Zu diesem Zweck war die Agentur Lippmann, Rosenthal & Co. Sarphatistraat als angeblich „eigene Abteilung“ des renommierten jüdischen Bankhauses Lippmann, Rosenthal & Co mit Sitz in der Nieuwe Spiegelstraat geschaffen worden. Das neue Institut bezog die der Amsterdamschen Bank gehörenden Räumlichkeiten der Depositenkasse Sarphatistraat 47–55; die Straße wurde 1942 in Muiderschans umbenannt. 1942 wurde in einer grundlegenden Verordnung, die alle Juden zur Abgabe ihrer Vermögenswerte verpflichtet, die Bezeichnung Bankhaus Lippmann, Rosenthal & Co ohne jeden Zusatz benutzt, doch war damit die „Scheinbank“ in der vormaligen Sarphatistraat gemeint.
Hans Fischböck, seinerzeit Generalkommissar für Wirtschaft und Finanzen in den besetzten Niederlanden, wollte den Anschein einer soliden Bank vortäuschen und setzte als gemeinsamen Geschäftsführer Alfred Flesche ein. Tatsächlich oblag die Leitung von Lippmann, Rosenthal & Co. Sarphatistraat jedoch dem Generaldirektor Walter von Karger beziehungsweise dessen Nachfolger Otto Witscher. Beide Einrichtungen arbeiteten sachlich und personell getrennt voneinander; jede hatte ihre eigene Buchführung und bilanzierte gesondert für sich.
Nur ein kleiner Teil der Angestellten, ausschließlich „nichtjüdische Gefolgschaftsmitglieder“, wurde vom Bankhaus aus der Nieuwe Spiegelstraat übernommen, wobei die „Verläßlichkeit in politischer Hinsicht“ vom deutschen Sicherheitsdienst überprüft wurde. Bis Juni 1941 wuchs die Zahl der Mitarbeiter auf 268. Entsprechend dem Aufgabenbereich stieg die Anzahl ab Frühjahr 1942 bis auf 510 Angestellte und ging 1943 auf 299 zurück. 1942 wurden zusätzlich Kolonnen der Zentralstelle für jüdische Auswanderung in Amsterdam bezahlt, die im Rahmen der Aktion M den Hausrat von Deportierten registrierten, ihren Wert schätzten und abtransportierten.

## Erste Liro-Verordnung
Durch die Verordnung „zur Behandlung jüdischen Kapitalvermögens“ vom 8. August 1941 mussten alle jüdische Unternehmen, Stiftungen und Vereine sowie Privatpersonen, deren Vermögen den Wert von zehntausend Gulden überstieg oder die ein Jahreseinkommen über dreitausend Gulden hatten, ihr Vermögen registrieren lassen. Alle Wertpapiere und Guthaben sowie Barbeträge oberhalb von eintausend Gulden mussten bei der dafür gegründeten Agentur Lippmann, Rosenthal & Co. Sarphatistraat eingeliefert werden. Bis Ende September 1941 waren bereits fünfzehn Millionen Gulden aus jüdischem Privatvermögen vereinnahmt und verbucht worden; Aktien und Obligationen nicht eingerechnet.
Den ablieferungspflichtigen Personen, angesichts der Freigrenzen hauptsächlich den Wohlhabenderen, ging somit das Verfügungsrecht über ihr Vermögen verloren. Die Konteninhaber durften aus ihrem Guthaben zwar für den Lebensunterhalt Geld abheben, doch musste dies bei der Prüfabteilung der Bank beantragt und von ihr genehmigt werden.

## Zweite Liro-Verordnung
Die Zweite Liro-Verordnung vom 21. Mai 1942 über „die Behandlung jüdischer Vermögenswerte“ weitete den Zugriff auf das gesamte jüdische Privatvermögen aus. Diese Verordnung trieb die Beraubung „mit erschreckender Akribie voran, wie sie im besetzten Westeuropa einmalig blieb.“ Grundbesitz und Forderungen aller Art wie zum Beispiel Ansprüche aus Hypotheken und Pacht, Lebensversicherungen, Nießbrauchrechten sowie Rentenzahlungen, Lohn und Gehalt waren anzugeben. Die Liro wurde zum Gläubiger; alle Geldzahlungen waren ausschließlich an die Liro zu leisten.
Fast alle zuvor festgesetzten Freigrenzen wurden gestrichen, alle Barmittel und Guthaben über 250 Gulden waren abzuliefern. Wertpapiere im Depot blieben dem Zugriff ihrer jüdischen Eigentümer entzogen. Zudem waren Sammlungen jeder Art, Kunstgegenstände, Gold, Silber, Edelsteine und Perlen bei der Liro abzugeben. Lediglich Trauringe, eine Uhr sowie ein vierteiliges Essbesteck aus Silber durften verbleiben. Pferde, Land- und Wasserfahrzeuge waren schriftlich bei der Zentralstelle für jüdische Auswanderung in Amsterdam anzumelden; allein der Generalkommissar für das Sicherheitswesen Hanns Albin Rauter sollte darüber verfügen. Zur Bestreitung des Lebensunterhalts wurde jeder Familie monatlich ein Betrag von 250 Gulden zugestanden. Ein Jahresbericht der Liro für 1942 gibt an, dass die Tresorräume nicht ausreichten und andere Räumlichkeiten angemietet werden mussten.
Am 21. November 1942 wies Fischböck die Geschäftsführung an, die rund 23.000 individuell geführten Konten von Volljuden aufzulösen und die Guthaben auf ein Sammelkonto zu überweisen. Damit war die Absicht, das jüdische Vermögen in seiner Gesamtheit zu konfiszieren, klar erkennbar.
Ab 1943 löste die Liro jüdische Lebensversicherungen auf und strich die Rückkaufzahlungen ein. Der Verkauf von Gold, Silber und Juwelen, von Gemälden, Teppichen und Antiquitäten begann bereits kurz nach der Ablieferung und erbrachte über fünf Millionen Gulden. Insgesamt lieferten die niederländischen Juden bei der „Raubbank Lippmann, Rosenthal & Co“ durch Bargeld, Schecks, Bank- und Giroguthaben eine Summe ab, die auf 325 bis 455 Millionen Gulden berechnet wird.

## Liquidation und Rückerstattung
Die „Raubbank“ Lippmann, Rosenthal & Co. Sarphatistraat wurde nach der Befreiung zur „feindlichen Einrichtung“ erklärt, unter niederländische Verwaltung gestellt und später liquidiert. 1948 wurde der Name der Einrichtung geändert in „Liquidatie Van Verwaltung Sarphatistraat“ (LVVS); ihre Aufgabe war es, so viel wie möglich an die Berechtigten zurückzuzahlen. Anfangs fürchtete man, das Vermögen der Liro sei zur Gänze verloren, doch konnten bis 1957 fast 90 % der Forderungen erfüllt werden, die die Kontoinhaber oder ihre Erben angemeldet hatten. Ein Großteil der „rückgekauften Lebensversicherungen“ wurde durch Entgegenkommen der Versicherungsgesellschaften wieder in Kraft gesetzt.
Für die Wertpapiere fand sich keine befriedigende Lösung. Eine automatische Rückerstattung war bei gutgläubigem Erwerb rechtlich nicht möglich; Entschädigungszahlungen berücksichtigten keine Wertsteigerungen und Zinsgewinne. Erst im Juni 2000 wurde zwischen niederländischen Großbanken und der Börse einerseits und der „Centraal Joods Overleg“ und der „Platform Israel“ auf der anderen Seite eine Vereinbarung erzielt: Banken und Börse stellten als Kompensation für den Handel mit geraubten Wertpapieren 314 Millionen Gulden für die jüdische Gemeinschaft bereit und drückten ihr Bedauern für ihr Verhalten während der deutschen Besetzung aus. Zudem wurde vereinbart, eine Gedenktafel an der Fassade der Raubbank in der Sarphatistraat anzubringen.